# Ланг, Ноа
Ноа Ноэлл Ланг (нидерл. Noa Noëll Lang; род. 17 июня 1999, Капелле-ан-ден-Эйссел, Южная Голландия) — нидерландский футболист, полузащитник итальянского клуба «Наполи» и сборной Нидерландов.

## Клубная карьера
В возрасте пяти лет был принят в футбольную академию роттердамского «Фейеноорда». В 2006 году вместе с матерью и отчимом отправился во Францию, где в течение шести месяцев его отчим Нурдин Бухари выступал за футбольный клуб «Нант». Ноа тренировался в футбольной школе с французскими мальчишками, а после возвращения из Франции продолжил играть за «Фейеноорд». Во время пребывания в Турции, он выступал за юношескую команду «Бешикташа». Вернувшись в «Фейеноорд», он отыграл ещё один сезон за роттердамцев, а затем перешёл в академию амстердамского «Аякса».
В своём первом сезоне в «Аяксе» стал чемпионом Нидерландов в возрастной категории до 15 лет. В возрасте 16 лет получил тяжёлую травму спины, после которой восстанавливался на протяжении нескольких месяцев. В сезоне 2016/17 играл за команду до 19 лет в юношеской лиге УЕФА — в шести матчах турнира Ланг забил один гол, отличившись в четвертьфинале с мадридским «Реалом». В феврале 2017 года подписал свой первый контракт с «Аяксом» на два года.
3 апреля 2017 года впервые попал в заявку резервной команды «Йонг Аякс». В первом дивизионе дебютировал в матче против «Йонг Утрехт», выйдя на замену на 81-й минуте вместо Эзры Валиана. В дебютном сезоне принял участие в двух матчах чемпионата, во всех выходил на замены. В сезоне 2017/18 сыграл в 17 матчах и забил два гола за «Йонг Аякс», в составе которого по итогам сезона стал победителем чемпионата первого дивизиона.
За основной состав «Аякса» дебютировал 26 сентября 2018 года в матче второго раунда Кубка Нидерландов против клуба ХВВ Те Верве, встреча завершилась победой его команды со счётом 0:7. В чемпионате Нидерландов впервые сыграл 13 марта 2019 года в матче против ПЕК Зволле, выйдя на замену на 83-й минуте вместо Лассе Шёне. На 85-й минуте Ланг отдал голевой пас на Дейли Блинда, гол которого стал победным. 2 апреля продлил контракт с клубом до 2021 года.
В январе 2020 года был отдан в аренду до конца сезона в клуб «Твенте».
5 октября 2020 года перешёл на правах аренды в бельгийский «Брюгге», соглашение предусматривает обязательный выкуп по окончании сезона. 1 июля 2021 подписал контракт с «Брюгге», сумма сделки составила 6 миллионов евро.
17 июля 2025 года перешёл в итальянский «Наполи», подписав пятилетний контракт до середины 2030 года.

## Личная жизнь
Отец — Джеффри Ланг, родом из Суринама, мать — Манон. Отчим — Нурдин Бухари, в прошлом профессиональный футболист.
Его двоюродный брат, Джеффри Брума, тоже футболист, выступает за «Валвейк».

## Достижения
«Йонг Аякс»
- Победитель Первого дивизиона Нидерландов: 2017/18

«Аякс»
- Чемпион Нидерландов: 2018/19
- Обладатель Кубка Нидерландов: 2018/19
- Обладатель Суперкубка Нидерландов: 2019

«Брюгге»
- Чемпион Бельгии (2): 2020/21, 2021/22
- Обладатель Суперкубка Бельгии (2): 2021, 2022

ПСВ
- Чемпион Нидерландов (2): 2023/24, 2024/25
- Обладатель Суперкубка Нидерландов: 2023

## Статистика выступлений

### Клубная карьера
| Клуб             | Сезон            | Лига | Лига | Кубок | Кубок | Европейские кубки | Европейские кубки | Прочие | Прочие | Итого | Итого |
| Клуб             | Сезон            | Игры | Голы | Игры  | Голы  | Игры              | Голы              | Игры   | Голы   | Игры  | Голы  |
| ---------------- | ---------------- | ---- | ---- | ----- | ----- | ----------------- | ----------------- | ------ | ------ | ----- | ----- |
| Йонг Аякс        | 2016/17          | 2    | 0    | —     | —     | —                 | —                 | —      | —      | 2     | 0     |
| Йонг Аякс        | 2017/18          | 14   | 2    | —     | —     | —                 | —                 | —      | —      | 14    | 2     |
| Йонг Аякс        | 2018/19          | 22   | 5    | —     | —     | —                 | —                 | —      | —      | 22    | 5     |
| Йонг Аякс        | 2019/20          | 9    | 5    | —     | —     | —                 | —                 | —      | —      | 9     | 5     |
| Йонг Аякс        | Итого            | 47   | 12   | —     | —     | —                 | —                 | —      | —      | 47    | 12    |
| Аякс             | 2018/19          | 3    | 0    | 1     | 0     | 0                 | 0                 | —      | —      | 4     | 0     |
| Аякс             | 2019/20          | 5    | 3    | 1     | 1     | 3                 | 0                 | —      | —      | 9     | 4     |
| Аякс             | 2020/21          | 1    | 0    | 0     | 0     | 0                 | 0                 | —      | —      | 1     | 0     |
| Аякс             | Итого            | 9    | 3    | 2     | 1     | 3                 | 0                 | —      | —      | 14    | 4     |
| → Твенте         | 2019/20          | 7    | 1    | 0     | 0     | —                 | —                 | —      | —      | 7     | 1     |
| → Твенте         | Итого            | 7    | 1    | 0     | 0     | —                 | —                 | —      | —      | 7     | 1     |
| Брюгге           | 2020/21          | 29   | 16   | 2     | 0     | 6                 | 1                 | —      | —      | 37    | 17    |
| Брюгге           | 2021/22          | 37   | 7    | 4     | 1     | 6                 | 0                 | 1      | 1      | 48    | 9     |
| Брюгге           | 2022/23          | 33   | 9    | 2     | 3     | 4                 | 0                 | 1      | 0      | 40    | 12    |
| Брюгге           | Итого            | 99   | 32   | 8     | 4     | 16                | 1                 | 2      | 1      | 125   | 38    |
| ПСВ              | 2023/24          | 11   | 4    | 2     | 0     | 5                 | 0                 | 1      | 1      | 19    | 5     |
| ПСВ              | 2024/25          | 29   | 11   | 4     | 0     | 10                | 2                 | 1      | 1      | 44    | 14    |
| ПСВ              | Итого            | 40   | 15   | 6     | 0     | 15                | 2                 | 2      | 2      | 63    | 19    |
| Всего за карьеру | Всего за карьеру | 202  | 63   | 16    | 5     | 34                | 3                 | 4      | 3      | 256   | 74    |

### Список матчей за сборную
| Матчи Ноа Ланга за сборную Нидерландов | Матчи Ноа Ланга за сборную Нидерландов | Матчи Ноа Ланга за сборную Нидерландов | Матчи Ноа Ланга за сборную Нидерландов | Матчи Ноа Ланга за сборную Нидерландов | Матчи Ноа Ланга за сборную Нидерландов        |
| №                                      | Дата                                   | Соперник                               | Счёт                                   | Голы Ланга                             | Соревнование                                  |
| -------------------------------------- | -------------------------------------- | -------------------------------------- | -------------------------------------- | -------------------------------------- | --------------------------------------------- |
| 1                                      | 8 октября 2021                         | Латвия                                 | 1:0                                    |                                        | Отборочный турнир ЧМ-2022                     |
| 2                                      | 11 октября 2021                        | Гибралтар                              | 6:0                                    |                                        | Отборочный турнир ЧМ-2022                     |
| 3                                      | 13 ноября 2021                         | Черногория                             | 2:2                                    |                                        | Отборочный турнир ЧМ-2022                     |
| 4                                      | 8 июня 2022                            | Уэльс                                  | 2:1                                    |                                        | Лига наций УЕФА 2022/23                       |
| 5                                      | 14 июня 2022                           | Уэльс                                  | 3:2                                    | 17′                                    | Лига наций УЕФА 2022/23                       |
| 6                                      | 9 декабря 2022                         | Аргентина                              | 2:2 (п. 3:4)                           |                                        | ЧМ-2022. 1/4 финала                           |
| 7                                      | 14 июня 2023                           | Хорватия                               | 2:4 (доп. вр.)                         | 90′                                    | Лига наций УЕФА 2022/23. Полуфинал            |
| 8                                      | 18 июня 2023                           | Италия                                 | 2:3                                    |                                        | Лига наций УЕФА 2022/23. Матч за третье место |
| 9                                      | 7 сентября 2023                        | Греция                                 | 3:0                                    |                                        | Отборочный турнир ЧЕ-2024                     |
| 10                                     | 10 сентября 2023                       | Ирландия                               | 2:1                                    |                                        | Отборочный турнир ЧЕ-2024                     |
| 11                                     | 16 ноября 2024                         | Венгрия                                | 4:0                                    |                                        | Лига наций УЕФА 2024/2025. Группа A3          |
| 12                                     | 19 ноября 2024                         | Босния и Герцеговина                   | 1:1                                    |                                        | Лига наций УЕФА 2024/2025. Группа A3          |
| 13                                     | 23 марта 2025                          | Испания                                | 3:3 (п. 4:5)                           |                                        | Лига наций УЕФА 2024/2025. 1/4 финала         |
| 14                                     | 10 июня 2025                           | Мальта                                 | 8:0                                    | 78′                                    | Отборочный турнир ЧМ-2026                     |

Итого: 14 матчей / 3 гола; 8 побед, 4 ничьих, 2 поражения.